# Layer Károly
Layer Károly (Budapest, 1878. március 26. – Budapest, 1937. július 21.) magyar művészettörténész. Az Iparművészeti Múzeum igazgatója 1934-től 1937-ig. Számos tanulmány szerzője és kiállítás szervezője.

## Kutatási területe
Főleg a magyar és a külföldi iparművészettel foglalkozott.

## Főbb művei
- A herendi porcelán története (Bp., 1921);
- Magyar Iparművészet (Dr. Pacher B.-vel, 1927/5-6.
- Oberungarische Habaner Fayencen (Berlin, 1927);
- Oberungarische Habaner Keramik (Berlin - Wien), dr. Karl Layer néven
- Tapis turcs de Transylvanie (Végh Gyulával, Párizs, év nélkül).
- A habán fájánszok (Művészeti Szalon, 1931/5–6)

## Emlékezete
- Sírja Budapesten a Fiumei úti sírkertben található.[3]